# Premio Amanda 1991
La VII edizione del premio cinematografico norvegese premio Amanda (Amanda Awards in inglese) si tenne nel 1991.

## Vincitori
- Miglior film - Herman
- Miglior cortometraggio -  Året gjennom Børfjord
- Miglior film per bambini - Døden på Oslo S
- Miglior film straniero - Ju Dou
- Premio onorario - Wenche Foss, Leif Juster e Arve Opsahl (nomination)